# Guennadi Pádalka
Guennadi Ivánovich Pádalka (del ruso: Гeннадий Иванович Падалка) (nacido el 21 de junio de 1958, en Krasnodar, RSFS de Rusia, Unión Soviética) es un oficial de la Fuerza Aérea Rusa y cosmonauta de la RSA que el 29 de junio de 2015 batió el récord de permanencia en el espacio, llegando a los 803 días, 9 horas y 41 minutos. Actualmente suma 879 días. Está casado con Irina Anatólievna Pádalka (Ponomariova). Han tenido tres hijas: Yulia, Yekaterina, y Sonia. A Pádalka le gusta el teatro, el paracaidismo y el salto. 
Pádalka ha recibido una estrella de héroe de la Federación Rusa y el título de Cosmonauta en pruebas de la Federación Rusa. Ha logrado 1500 horas de vuelo en seis tipos diferentes de aeronaves como piloto de primera clase en la Fuerza Aérea de Rusia. Además, ha realizado más de 300 saltos en paracaídas como instructor de entrenamiento general en paracaídas.
Pádalka se graduó en el Eisk Military Aviation College en 1979. Después de su graduación, sirvió como piloto y después como piloto superior en la Fuerza Aérea Rusa, consiguiendo finalmente el rango de coronel. Es seleccionado como candidato a cosmonauta para comenzar su entrenamiento en el Centro Gagarin de entrenamiento de cosmonautas en 1989. De junio de 1989 a enero de 1991, se somete al entrenamiento espacial básico. En 1991, Padalka fue calificado como cosmonauta de pruebas. Trabajó como un ingeniero ecologista en el Centro Internacional de Sistemas de Instrucción de la UNESCO hasta 1994.
Del 28 de agosto de 1996 hasta el 30 de julio de 1997, se entrenó para el vuelo espacial en el complejo orbital vehículo de transporte Soyuz-TM/Mir como comandante de la tripulación de reserva para la Mir 24/NASA-5, para seis programas ruso-americanos de la Expedición primaria n.º 24, para el programa franco-ruso Pegasus y para el programa Euro-Mir. Desde octubre de 1997 hasta agosto de 1998, Pádalka se entrenó para volar a bordo del complejo orbital Soyuz-TM/Mir como comandante principal (expedición 26). Del 13 de agosto de 1998, al 28 de febrero de 1999, sirvió a bordo del complejo orbital Soyuz TM-28/Mir como comandante de la tripulación de la Expedición 26, permaneciendo 198 días en el espacio.
De junio de 1999 a julio de 2000, Pádalka se entrenó para un vuelo espacial en un vehículo de transporte Soyuz-TM como comandante de la tripulación de contingencia de la EEI. De agosto de 2000 a noviembre de 2001, se entrenó para una misión espacial como comandante de reserva de la EEI-4.
En marzo de 2002, Pádalka fue asignado como comandante de la EEI de la expedición 9. La expedición 9 fue lanzada desde el Cosmódromo de Baikonur, Kazajistán a bordo de la nave Soyuz TMA-4, acoplándose con la Estación Espacial Internacional el 21 de abril de 2004. Después de una semana de sesiones informativas y operaciones en grupo, reemplazaron la tripulación de la expedición 8 que regresó a la Tierra. En una visita de seis meses de trabajo a bordo de la estación Pádalka continuó realizando las operaciones científicas de la EEI, manteniendo los sistemas de la estación, y realizando cuatro paseos espaciales. La misión de la expedición 9 concluyó después de desacoplarse y aterrizar de vuelta en Kazajistán el 23 de octubre de 2004. En completar esta misión, Pádalka estuvo 187 días, 21 minutos y 17 segundos en el espacio, y empleó 15 horas, 45 minutos y 22 segundos en EVA.
Pádalka regresó a la EEI en 2009 para servir como comandante de las expediciones 19 y 20. Comandó la Soyuz TMA-14 que fue lanzada desde Baikonur el 26 de marzo de 2009 y se acopló con la EEI dos días después. Pádalka comandó la primera tripulación de la estación de seis personas (Expedición 20), y regresa a la Tierra en octubre de 2009.
En agosto de 2009 la Universidad Nacional de Ingeniería logró una comunicación de 10 minutos en tiempo real con la Estación Espacial Internacional, la conversación se realizó entre el astronauta ruso Guennadi Ivánovich Pádalka y rectores de la UNI.